# Јулија Санина
Јулија Олександривна Бебко (рођ. Холован; укр. Юлія Олександрівна Бебко (Головань); Кијев, 11. октобар 1990), професионално позната као Јулија Санина, је украјинска певачица и фронт жена украјинског алтернативног рок бенда The Hardkiss.

## Биографија
Санина је рођена у породици музичара 11. октобра 1990. у Кијеву, у Украјини. Први пут је наступила на сцени са три године; њено певање је тада пратио ансамбл којим је руководио њен отац. Временом је почела да наступа као соло вокал, као и једна од чланица дечијег бенда и џез биг бенда.
Године 2005. завршила је Музичку школу за џез и естраду. Касније је уписала Филолошки институт Кијевског националног универзитета Тарас Шевченко и магистрирала фолклористику 2013. године. Током студија, њено интересовање за новинарство је порасло.
Од 2006. до 2008. године била је вокал у бенду Sister Siren.
У септембру 2011. Санина и музички продуцент Валериј Бебко створили су поп дует Val & Sanina, који је изводио песме на руском језику. Снимили су експериментални видео клип и неколико песама, од којих је једна Любовь настала.
Убрзо након, побољшали су свој сценски имиџ и променили име свог бенда у The Hardkiss. Такође су почели да сами пишу песме на енглеском. У јесен 2011. објавили су неколико нових песама и снимили деби спот Babylon. Крајем октобра 2011. године The Hardkiss отварају за британски бенд Hurts. Касније те године објавили су још један спот Dance with me, који се емитовао на водећим музичким каналима.
У фебруару 2012. потписали су уговор са издавачком кућом Sony BMG. Бенд је брзо почео да стиче популарност и освојио неколико награда у Украјини, као и у другим страним земљама. Санина је 2014. почела да поставља видео блогове о свом животу и животу бенда иза кулиса на свом YouTube каналу. Године 2016. Санина је постала један од четири судија седме сезоне Икс-фактора Украјине.
Санина ће заједно са Алишом Диксон и Ханом Вадингем бити презентерка Песме Евровизије 2023. у Ливерпулу, а Грејам Нортон ће им се придружити у финалу.

## Лични живот
Удала се за Валерија Вал Бебка, креативног продуцента и главног гитаристу групе The Hardkiss 2011. године. Упознали су се 2010. када је Санина интервјуисала Бебка, који је тада био продуцент за МТВ Украјину. Њихово венчање је уређено у украјинском аутентичном стилу. Прво дете пара, Данило, рођено је 21. новембра 2015.

## Стил
Санина посвећује велику пажњу својој одећи. Стилисти попут Славе Чајка и Виталија Дацјука креирају одећу за све чланове The Hardkiss-а. Бенд такође блиско сарађује са младим дизајнерима (Иванова, Бек, Надија Џијак, Ануки Бичола итд). Санина се веома диви раду Александера Мекквина, Вивијен Вествуд и Герета Пјуа. У свакодневном животу више воли да носи Diesel, H&M и Topshop.